# 伊賀の里モクモク手づくりファーム

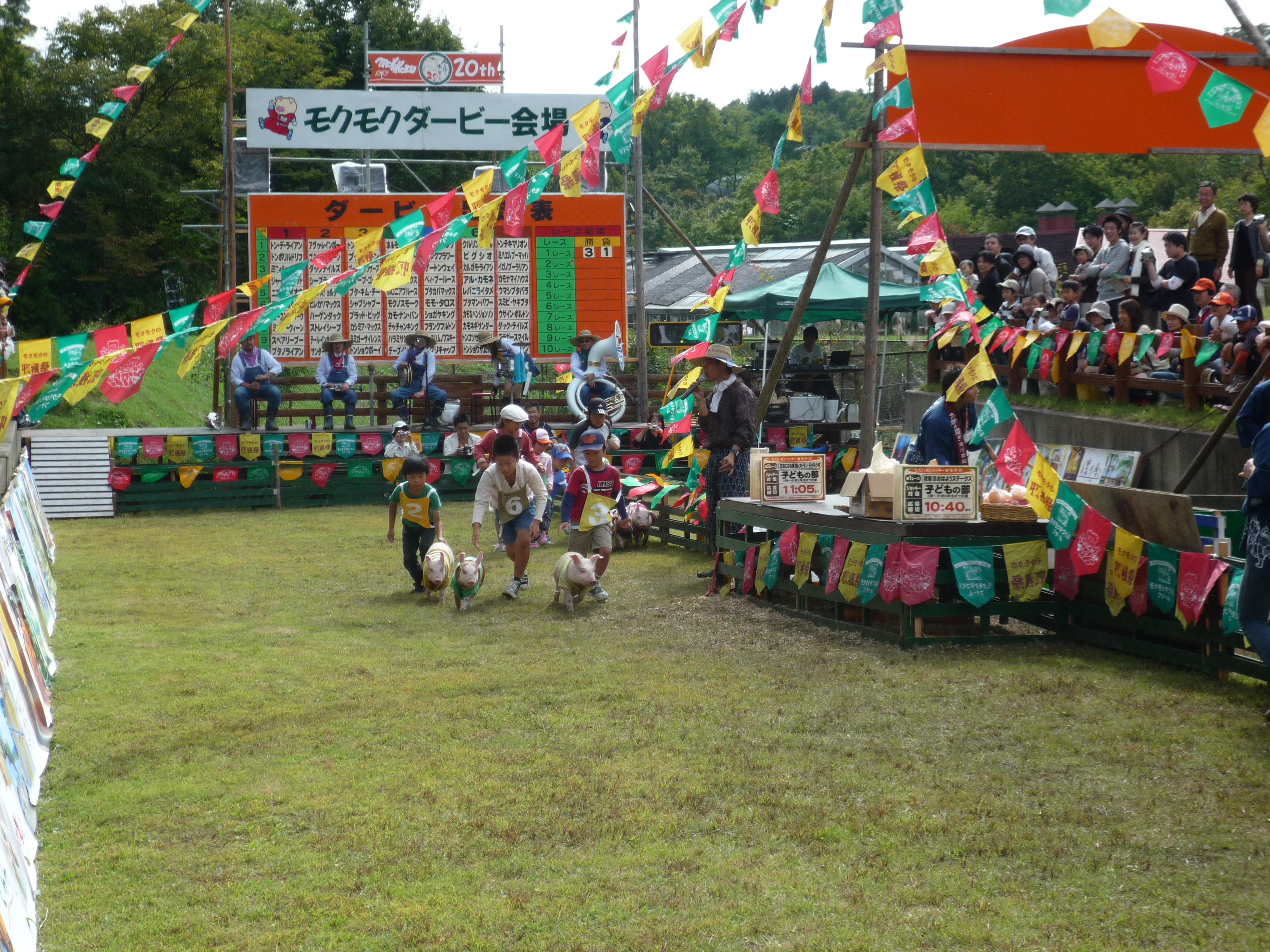
モクモクダービー

伊賀の里モクモク手づくりファーム（いがのさとモクモクてづくりファーム）は三重県伊賀市にある、農事組合法人伊賀の里モクモク手づくりファームが運営する農業公園。通称はモクモクファーム。
「モクモク」の名は三重県内における著名な食品ブランドのひとつとなっており、同法人による食品は、ファームのほか県内の百貨店やインターネット上でも販売されている。

## 概要
「ファーム前エリア」という無料ゾーンと「ファームエリア」という有料ゾーンの2つからなり、温泉施設とコテージを併設している。

## 開園時間・料金

### 開園時間
- 10時 - 16時30分（※季節により異なる）

### 入園料
「ファームエリア」への入園は下記の料金（3歳以上）が必要となるが、障がい者とその付添いは一般料金の半額となる。
- 一般：500円
- 団体：400円（30名以上）
- 会員：無料（※要会員証提示。同伴者5名まで無料）
- 乳児：無料（※2歳以下）

なお、下記のいずれかに該当する場合は、有料となる方の入園料がすべて免除される。
- 平日：15時以降に入園
- 土曜・休日：16時以降に入園

### 入湯料
「ファーム前エリア」にある野天もくもくの湯（天然温泉）は下記の料金が必要となるが、入口前にある足湯のみを利用する場合は無料となる。なお、フェイスタオルとバスタオルを借りる場合は貸出し料が別途必要となる（※「入園・温泉セット」は無料貸出し）。

#### 通常料金
- 大人：750円（中学生以上）
- 小人：430円（3歳以上）

#### 割引料金
木曜は「モクモクの日」という割引デーとなる。ただし、祝日となる場合およびイベント開催日はこの割引が適用されない。
- 大人：420円（中学生以上）
- 小人：260円（3歳以上）

### 共通入場券
「ファームエリア」と「野天もくもくの湯」の両方を楽しむための共通入場券。正式名称は「入園・温泉セット」であり、このチケットにはフェイスタオルとバスタオルの貸出し券が付いている。
- 大人：1,200円（中学生以上）
- 小人：900円（3歳以上）

## 「モクモク」の由来
モクモクには3つのことばが掛けられている。
- 木（音読みでモク） - 園内の建物はログハウスが多いことから。
- モクモク（煙が出てくる様の擬態語） - 手作りファームのハムやソーセージが燻製であることから。
- 所在地が忍者の里で有名な伊賀であり、忍者の術が煙を伴うイメージであることから。

## 歴史
設立当初はウインナー・ハム・ソーセージの手作り販売を主体においていた。その後、ソーセージの手作り体験教室をスタートに、交流型の農業公園として事業を拡大し、現在に至る。
- 1987年（昭和62年）4月 - 伊賀の養豚家20軒が200万円ずつ出資して「ハム工房モクモク」を設立
- 1988年（昭和63年）5月 - 「ハム工房モクモク」操業開始
- 1989年（平成元年）4月 - 「手づくりウィンナー教室」を開始
- 1995年（平成7年）7月 - 「モクモク手作りファーム」オープン、地ビール工房の操業開始
- 1999年（平成11年）3月 - 「小さなのんびり学習牧場」オープン
- 2001年（平成13年）1月 - 「野天もくもくの湯」オープン
- 2004年（平成16年）11月 - 「元気な野菜塾市場」オープン
- 2008年（平成20年）3月 - 日本農業賞 第4回食の架け橋賞優秀賞受賞

## 施設・飼育動物

### ファーム前エリア
- 元気な野菜塾市場・大豆とうふ工房
  - モクモクや地元農家の農産物を即売。
- 野天もくもくの湯
  - 天然温泉。温泉は入浴料が必要となるが、足湯は無料で利用することができる（先述）。
- ジャージーミルク工房
- とまとカフェ
- 農村料理の店もくもく
- 焼豚専門館
- モクモクショップ

### ファームエリア
- ハム・ウィンナー専門館
- 地ビール工場ブルワリー＆麦芽工房
  - 東海3県では初めての地ビール工房
- 小麦工房
- 手づくり体験教室
  - 手づくりウィンナー教室
  - 石窯で焼くジャージーミルクパン教室
  - 季節限定特別手づくり教室
  - 本格的スモークウィンナー教室、イチゴ摘み体験学習など
- それゆけミニブタ芸＆ミニブタハウス
  - ミニブタを飼育
  - ミニブタのステージを毎日開催
- 小さなのんびり学習牧場
  - ジャージー牛、羊、ヤギ、ポニー等を飼育
- とんとん神社
- 牛さんの乳しぼり学習（参加無料）
- 親子ふれあいポニー乗馬教室（参加無料：子供は小学生以下）
- ヤギさん・ひつじさんの牧草あげ（参加無料）
- ストローハウス
- きのこ農園
- ハンモックの森
- おまつり広場
  - ゴールデンウィークと秋のイベント時にミニブタダービーを開催
- Buu Buuハウス（レストラン）
- PaPaビアレストラン
  - レストランウェディングもできる
- バーベキュービアハウス

### 宿泊施設
- OKAERiビレッジ（宿泊コテージ）

### 生産施設
- ジャージー牧場
- モクモク農場

## 直営レストラン
- 三重県
  - 農場レストラン 風にふかれて（津市）
  - ハハトコ食堂（津市）
  - ハハトコ食堂（伊賀市）
- 愛知県
  - 農場レストラン モクモク（名古屋市）
  - 農場レストラン 風の葡萄（名古屋市）
- 滋賀県
  - 農場レストラン 風の葡萄（草津市）
- 大阪府
  - 農場レストラン モクモク（JR大阪三越伊勢丹）
  - 農場レストラン お日さまのえがお（あべのハルカス）
  - 農場ものがたりレストラン モクモク (枚方T-SITE)
- 京都府
  - 元気になる農場レストラン モクモク（京都市中京区）
- 兵庫県
  - 元気になる農場レストラン モクモク（西宮市）

## モクモクネイチャークラブ
同施設および直営レストランなどで利用することができる、会員制のカード（入会金2,000円、年会費無料）であり、会員は下記の特典を受けることができる。
- ポイント発行
- 会員本人と3歳以上の方5名の入園料免除
- 四季報（同園に関するお知らせ。年4回発行）の発送
- 直営レストラン（8名様まで）およびコテージのチャージ料（2棟まで）割引

また、ポイント獲得数が一定数を上回った会員は「プレミアム会員」となり、上記以外の特典を受けることができる。

## アクセス

### 鉄道
- JR関西本線柘植駅よりタクシーで約15分
- 伊賀鉄道上野市駅よりタクシーで約25分

### バス
- JR関西本線新堂駅より阿山行政サービス巡回車丸柱河合線でモクモク手づくりファーム前下車、徒歩すぐ[注 3][注 4]。

### 道路
- 名阪国道壬生野ICより甲賀・新名神高速道路（甲南IC）方面へ約10分
- 新名神高速道路甲南ICより上野・名阪国道（壬生野IC）方面へ約15分

## 税務問題
運営会社が、名古屋国税局の税務調査で、2010年度までの3年間で約1億円の所得隠しを指摘されていたことが発覚している。意図的なものではなく税理士のミスであり、その後モクモクはこの税理士との契約を打ち切っている。

## テレビ番組
- 日経スペシャル カンブリア宮殿 「農業は楽しいぜぇ、夢があるぜぇ」 過疎の町に年間50万人50億円！ 奇跡の農業テーマパーク（2012年4月26日、テレビ東京）[7]